# Центральний Бугенвіль
Центра́льний Бугенві́ль (англ. Central Bougainville District) — адміністративний район в складі Автономного регіону Бугенвіль.
Район розташований на центральному сході острова Бугенвіль і включає в себе 2 підрайони:
- Арава
- Вакунаї